# Bigyó felügyelő karácsonyi mentőakciója
A karácsony megmentője vagy a Bigyó felügyelő karácsonyi mentőakciója (eredeti cím: Inspector Gadget Saves Christmas) 1992-ben bemutatott amerikai televíziós rajzfilm, amely a Gógyi felügyelő karácsonyi különkiadása. A tévéfilm a DiC Enterprises gyártásában készült, az NBC forgalmazta. Műfaját tekintve akciófilm, kalandfilm és  filmvígjáték. Amerikában 1992. december 4-én vetítették le. Magyarországon az M2-n vetítették le.

## Cselekmény
Bigyó felügyelő és unokahúga Penny egy nagy feladattal néznek szembe, ugyanis meg kell menteniük a karácsonyt. Bigyó ősi ellensége, Vaskéz (a sorozatban Dr. Fondor) el akarja rontani a gyermekek örömeit a gyerekkori sérelme miatt. Feladatát végre is hajtja: elmegy az Északi-sarkra és elrabolja a Télapót, manóit pedig hipnotizálja és parancsol neki. Bigyó  és Penny ezért elutaznak az Északi-sarkra, ahol Bigyó szokásosan összekever mindent, és hamarosan a bezárt Télapó mellé kerül és azt hiszi, hogy az igazi Télapó a bűnöző. Így Penny-re és kutyájára, Agytrösztre marad a feladat, hogy kiszabadítsák Bigyót és megmentsék a karácsonyt.

## Szereplők
| Szereplő            | Eredeti hang | Magyar hang                       | Magyar hang                              | Magyar hang                     |
| Szereplő            | Eredeti hang | 1. magyar változat (Fümoto, 1997) | 2. magyar változat (Budapest Film, 2006) | 3. magyar változat (MTVA, 2011) |
| ------------------- | --- | --------------------------------- | ---------------------------------------- | ------------------------------- |
| Bigyó felügyelő     | Don Adams | Balázs Péter                      | Bácskai János                            | Forgács Gábor                   |
| Bigyó felügyelő     | |                                   |                                          |                                 |
| Penny               | Erica Horn | Molnár Ilona                      | Dögei Éva                                | Molnár Ilona                    |
| Penny               | Bigyó felügyelő unokahúga, titokban elkíséri mindig bácsikáját, hogy ne kerüljön bajba és jóra fordítsa, ha véletlenül hibát követ el. |                                   |                                          |                                 |
| Quimby rendőrfőnök  | Maurice LaMarche | Lázár Sándor                      | Juhász György                            | Király Adrián                   |
| Quimby rendőrfőnök  | |                                   |                                          |                                 |
| Agytröszt           | Frank Welker | Szűcs Sándor                      | Szokol Péter                             | Szokol Péter                    |
| Agytröszt           | |                                   |                                          |                                 |
| M.A.D.              | Frank Welker | saját hangján                     | saját hangján                            | Szokol Péter                    |
| M.A.D.              | Vaskéz vihorászó kövér macsája. |                                   |                                          |                                 |
| Vaskéz (Dr. Fondor) | Frank Welker | Áron László                       | Faragó András                            | Tarján Péter                    |
| Vaskéz (Dr. Fondor) | |                                   |                                          |                                 |
| Télapó              | Frank Welker | Cs. Németh Lajos                  | Uri István                               | Kajtár Róbert                   |
| Télapó              | |                                   |                                          |                                 |

- További szereplők (1. magyar változatban): ?
- További szereplők (2. magyar változatban): ?
- További szereplők (3. magyar változatban): Molnár Levente, Szokol Péter, Penke Bence, Simonyi Réka, Vadász Bea